# Doc Brown
Doc Brown (riktigt namn Ben Smith) är en brittisk rappare. Han är medlem i gruppen Poisonous Poets.
Han är Zadie Smiths yngre bror.